# ヨハン・ヨンキント
ヨハン・バルトルト・ヨンキント（Johan Barthold Jongkind, 1819年6月3日 - 1891年2月9日）は、オランダの画家、版画家。クロード・モネに影響を及ぼした印象主義の先駆者とみなされる。

## 生涯
ヨンキントは、オランダとドイツの国境近くのオーファーアイセル州ラートロープで生まれた。彼はハーグの芸術アカデミーでアンドレアス・スヘルフハウトに学び、1846年にパリのモンマルトル地区に移り住み、ウジェーヌ・イザベイとフランソワ＝エドゥアール・ピコに師事した。
2年後、パリ・サロンは展示会に彼の作品を受け付けた。彼はシャルル・ボードレールやエミール・ゾラから称賛を浴びた。しかしながらアルコール依存症とうつ病から彼の評価は上下した。
ヨンキントは1855年にロッテルダムに帰り、1860年まで同所で暮らした。1861年にパリに戻り、モンパルナスのrue de Chevreuseでスタジオを借り、印象主義の先駆けとも言える作品を創り出した。
1862年にはクロード・モネを助け、モネは後にヨンキントを「師匠」と呼んだ。翌年ヨンキントは第一回落選展に出品した。後に第1回印象派展と呼ばれることになる1874年の印象派の画家を中心にしたグループ展にヨンキントにも参加を要請されたが、ヨンキントは参加することはなかった。
1878年、彼は妻の画家ヨセフィン・フェッサーと共にフランス南東のグルノーブルに近いラ・コート＝サン＝タンドレに移り住み、1891年に同所で死去した。彼は同地の墓地に埋葬された。

## ギャラリー

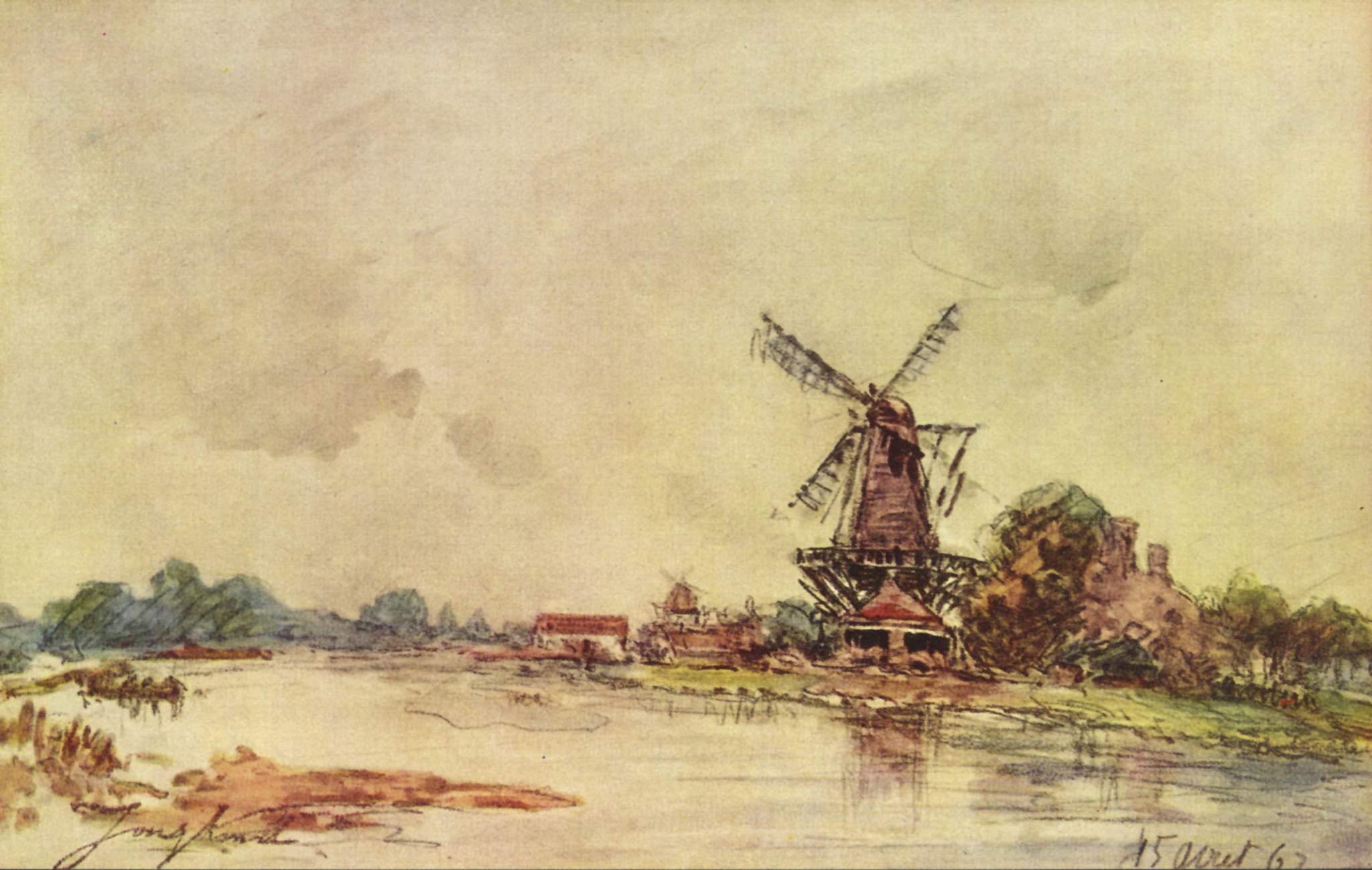
『風景』（19世紀後半）
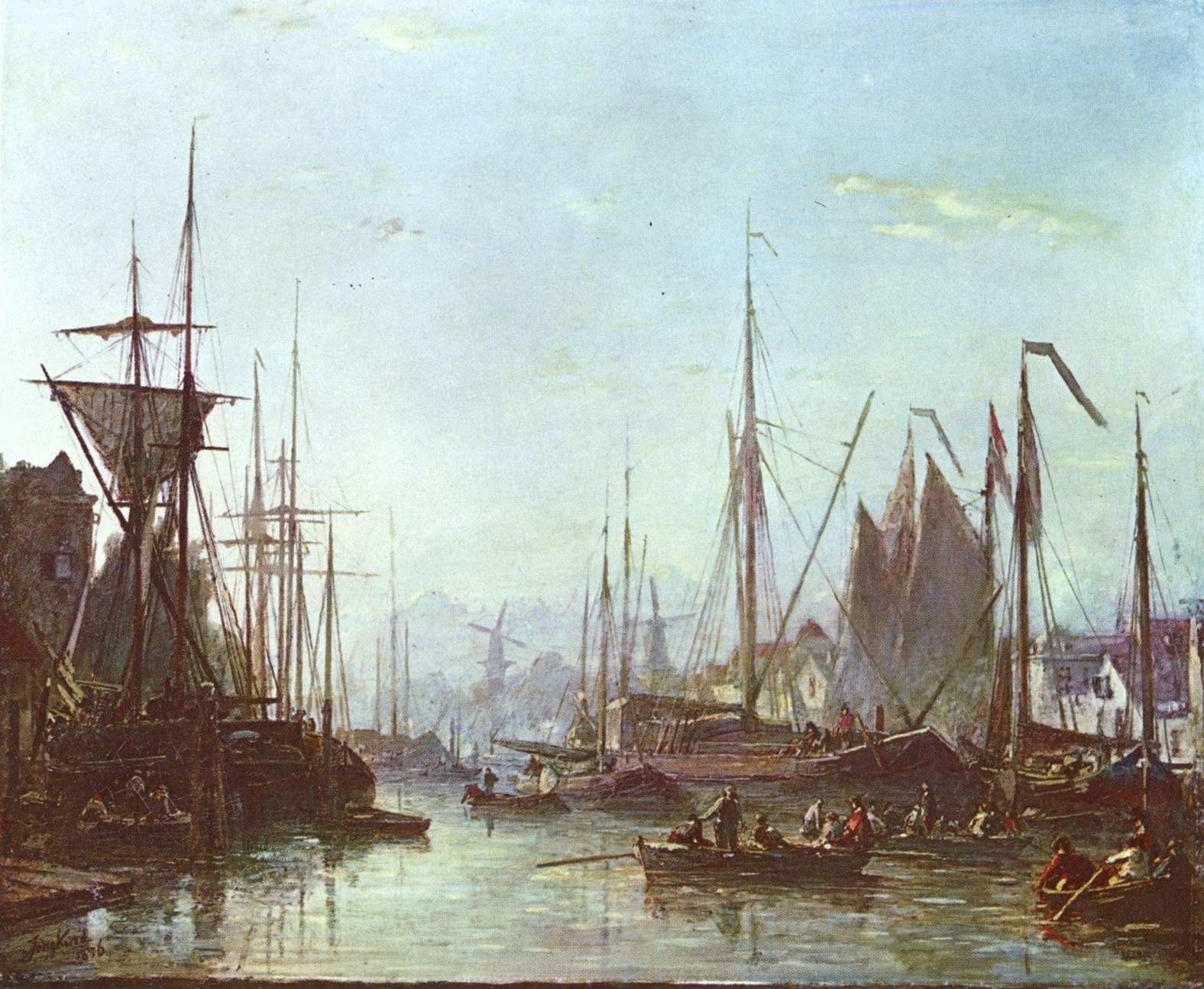
『ロッテルダム』(1856年)
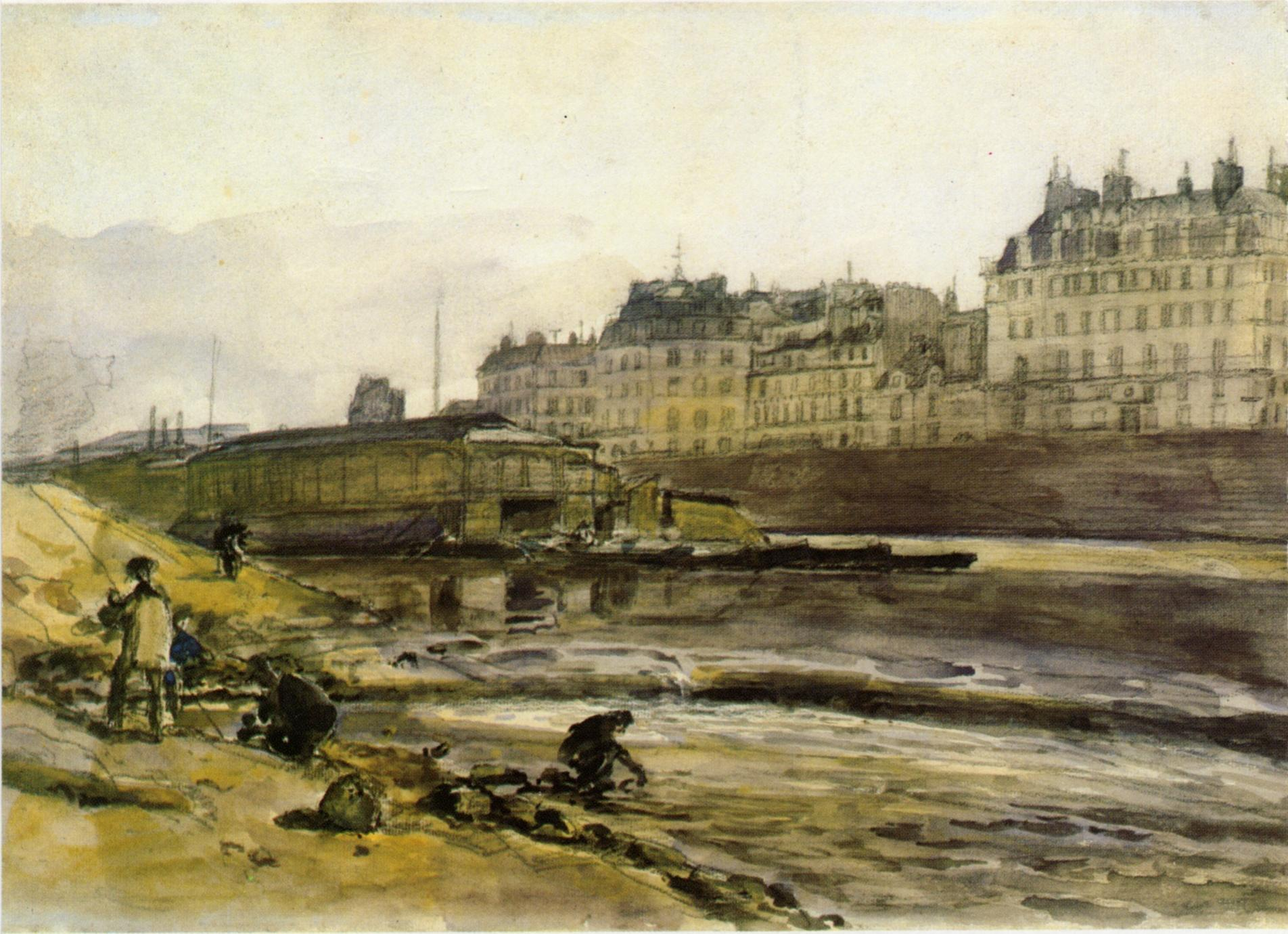
『セーヌ川の突堤』（1862年頃）
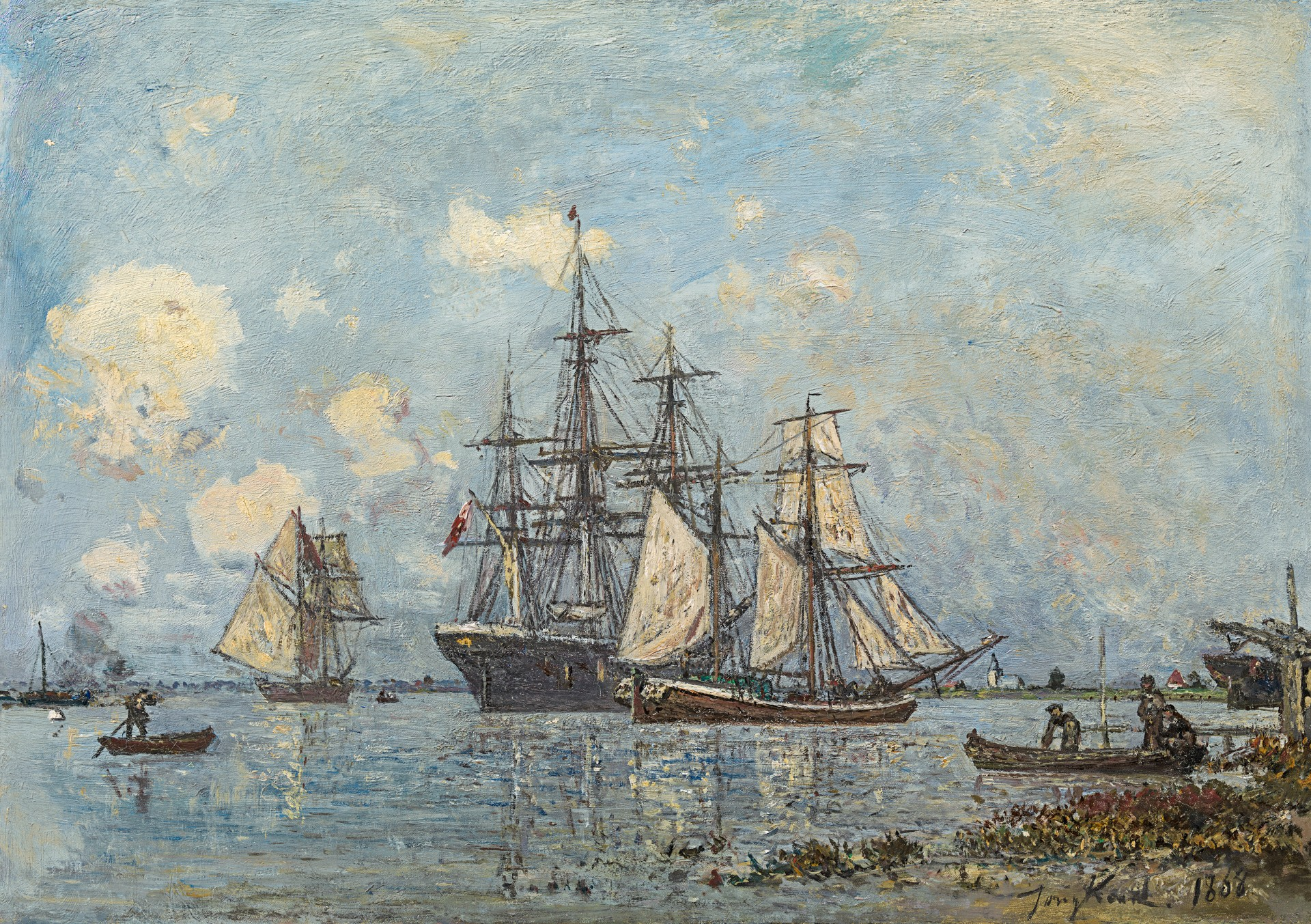
アントウェルペンの近く（1868年頃）
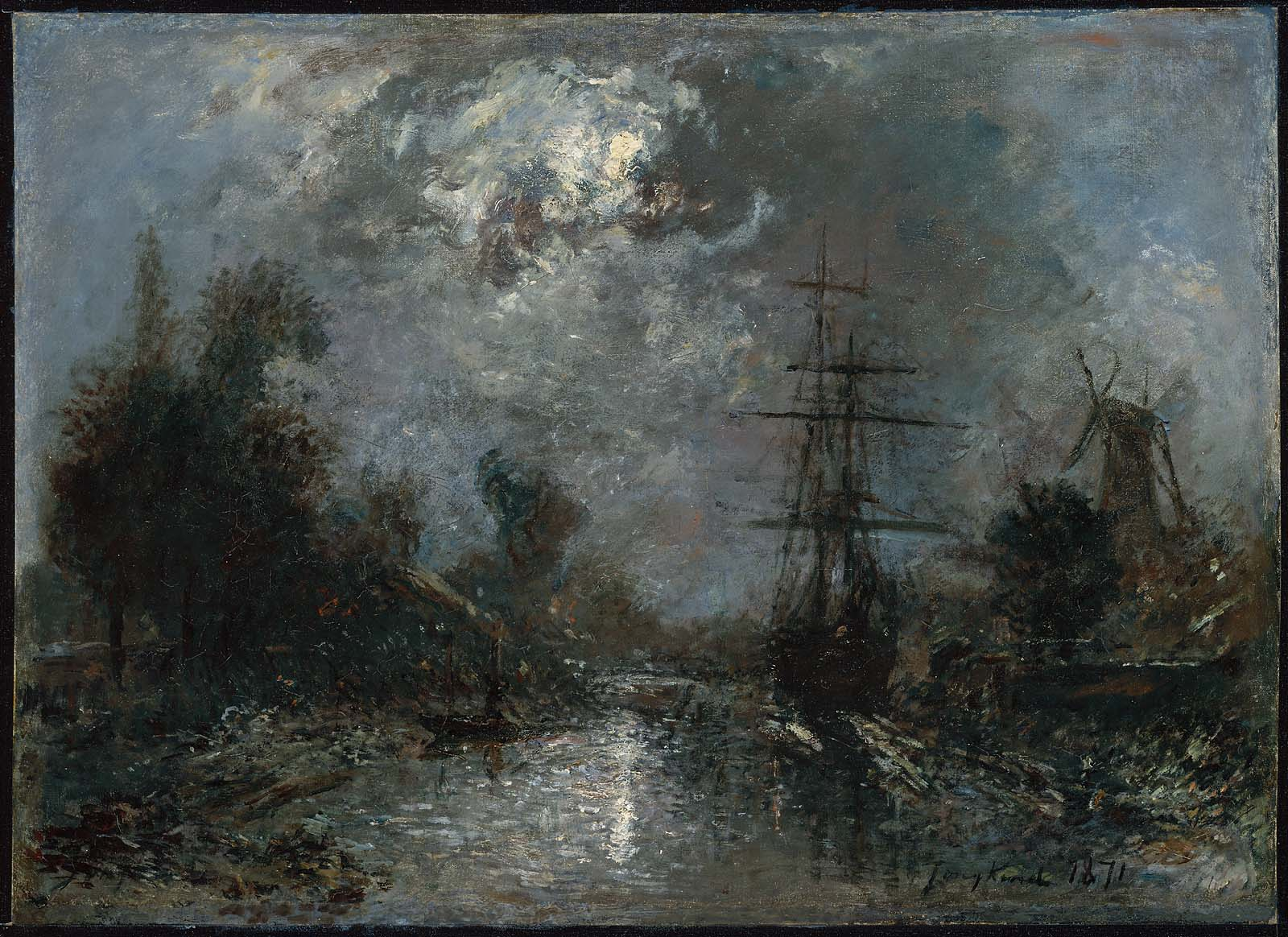
月夜の港(1871年)
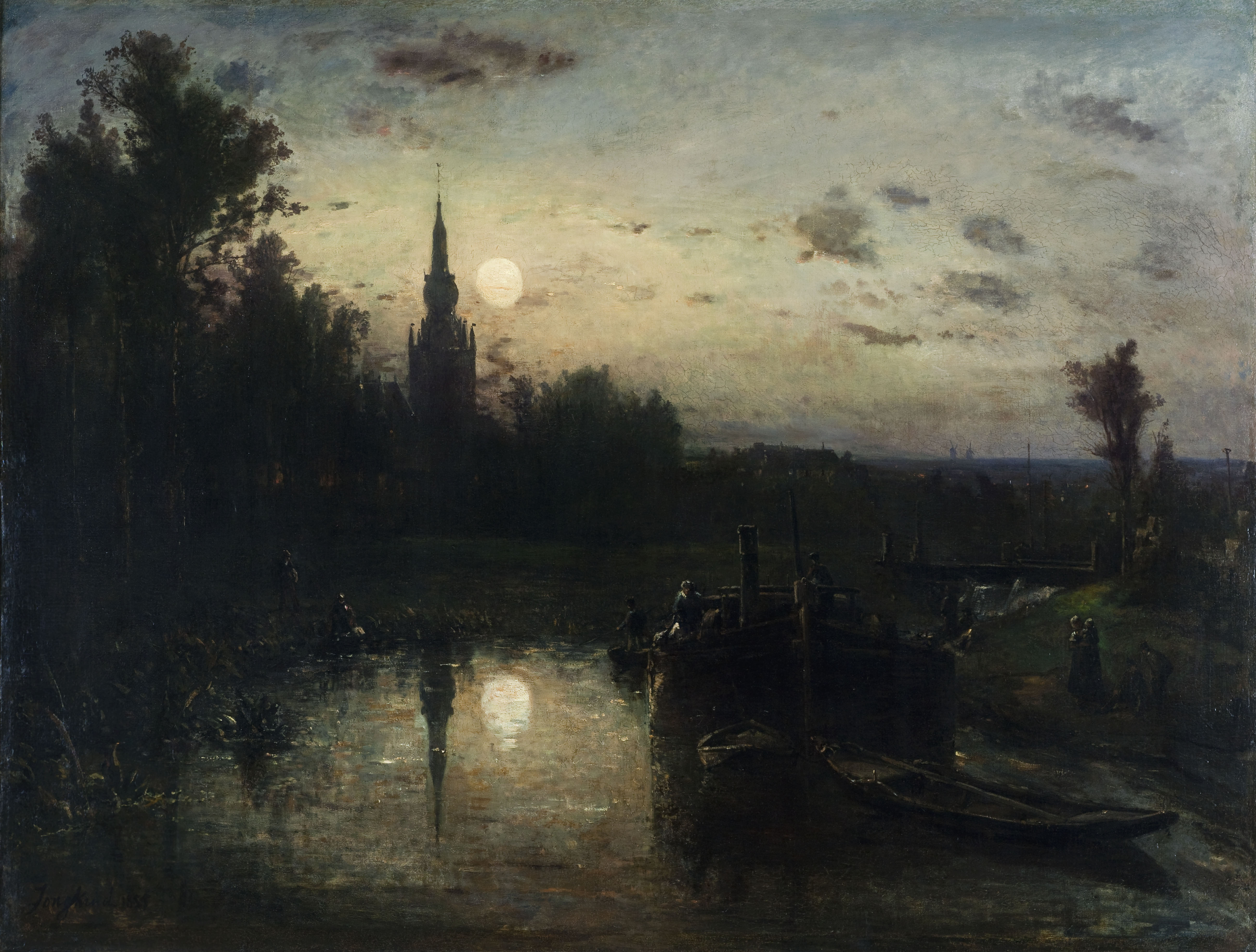